# Dimitrij
Ne doit pas être confondu avec Dimitri, opéra de Victorin de Joncières.
Dimitrij, op.64, B.127, est un opéra du compositeur tchèque Antonín Dvořák sur un livret de Marie Červinková-Riegrová (en), créé en 1882 à Prague. Le récit est inspiré du roman inachevé Demetrius (en) de  Friedrich von Schiller sur l'épisode de l'Histoire russe du Faux Dimitri.

## Historique

### Genèse
D'abord dévolu au compositeur Karel Šebor, c'est Antonin Dvorak qui reçoit finalement le livret de Marie Červinková-Riegrová, écrit en 1877, vers la fin de l'année 1880 et Dimitrij est composé entre mai 1881 et septembre 1882.
L'opéra devait être créé en 1881 au nouvel Théâtre National de Prague mais l'incendie du bâtiment quelque temps avant la première repousse la date de représentation et oblige à trouver un nouveau lieu. Entre-temps, le compositeur retravaille son ouvrage : d'abord écrit pour cinq actes, le livret est finalement retranché du dernier, arrêtant l'histoire sur la mort du personnage Dimitrij.
L'opéra, dans sa version originelle, est finalement créé le 8 octobre 1882 dans la ville de Prague en Tchéquie. Il y est dirigé par Moric Anger, avec l'orchestre et chœur du Théâtre provisoire de Prague, est mis en scène par Frantisek Kolar. La représentation de la première création en 1882 est un grand succès ; l'opéra est représenté plus de cinquante fois durant les années 1880. La critique positive de l'opéra par Eduard Hanslick — malgré quelques réserves — pour le Hauptstadt de l'empire d'Autriche-Hongrie a contribué à la renommée de Dimitrij à l'international ; le compositeur souhaite donc faire jouer son œuvre à Vienne. Seulement, l'empire des Habsburg rejette les influences et créations slaves, ne permettant donc pas à Dimitrij d'être joué.

### Révisions
La composition complète de l'ouvrage que l'on connaît aujourd'hui prend treize années, entre les différentes versions et révisions, jusqu'à celle finale. Il existe ainsi plusieurs versions de l'opéra qui ont été écrites par le compositeur par la suite. La version révisée de Dimitrij est écrite durant l'été 1883 et sa seconde version entre avril et juillet 1894. Cette dernière a une entrée et une numérotation différente de la version originelle de l'opéra dans le catalogue des œuvres d'Antonin Dvorak de Jarmil Burghauser.
La version revisitée est créée le 20 novembre 1883 à Prague dans la même maison d'opéra. L'orchestre, la direction et la mise en scène sont assurés par les mêmes. La seconde version de l'opéra est créée le 7 novembre 1894 dans les mêmes conditions et équipe que les deux premiers. Ces différentes versions n'atteindront en revanche pas le succès obtenu par la première. Cela force le compositeur à revenir sur son ordre de ne jouer que la dernière version, la toute première étant celle qui récolte le plus d'appréciations.
Toujours sous l'influence du critique Eduard Hanslick, Antonin Dvorak va supprimer les numéros de son opéra au cours des multiples révisions que va subir l'œuvre afin de sa rapprocher du style musical continu de Wagner, l'éloignant de fait du genre du grand opéra de Meyerbeer, de la première version de la création en 1882. D'autres remaniements de style et du livret vont avoir lieu durant les quelques années qui suivent.

### Reprises
Dimitrij est représenté en 1892 à l'occasion de l'Exposition Internationale de Musique et de Théâtre de Vienne. Le public juge l'opéra trop archaïque et lui reproche son style repris du grand opéra. En parallèle, lors du même événement, l'opéra de son compatriote Bedřich Smetana, La Fiancée vendue, est très apprécié par le public.
Karel Kovařovic, après avoir comparé l'entièreté des versions, crée une version hybride de la toute première version de Dimitrij en 1906, deux ans après la mort du compositeur. Celle-ci servira de base pour toutes les représentations de l'opéra qui s'ensuivent. On la retrouve notamment au Théâtre National de Prague pendant toute la première moitié du XXe siècle. Une édition davantage proche de l'œuvre originale est menée par Milan Pospíšil. Elle est enregistrée pour la première fois en 1989 et jouée sur scène à Brno en 1990.
Dimitrij sera régulièrement joué au cours du XXe siècle mais presque exclusivement en Tchéquie. L'opéra est notamment joué en 2004 au Théâtre National de Prague pour le centenaire de la mort du compositeur. La même année est donnée une version de concert au Royal Albert Hall à Londres, dirigée par Richard Hickox, avec le Chœur philharmonique Slovaque. Dimitrij est représenté à Boston au Jordan Hall en 2016, en version concert par l'Odyssey Opera, dirigé par Gil Rose,. L'opéra est joué aux États-Unis en 2017 au Bard College dans une première dans ce pays le 29 juillet. Le directeur de l'établissement, et musicologue, Leon Botstein redécouvre l'ouvrage d'Antonin Dvorak et y prend la direction de l'orchestre lors des représentations du Bard Music Festival,.

## Description
Sixième opéra du compositeur, il s'agit d'un grand opéra distribué en quatre actes d'une durée d'environ trois heures. L'histoire, basée sur des événements réels, reprend la légende du Tsar de Russie du XVIe siècle Boris Godounov, mais axée sur le personnage de Dimitri, fils présumé d'Ivan le Terrible. Le livret reprend le récit juste au moment où le Boris Godounov de Moussorgki s'arrête. De plus, la principale différence dans l'histoire de Dimitrij vient du fait que le personnage principal croit sincèrement être le fils d'Ivan ; il n'agit pas d'une ruse comme dans le récit originel.

### Rôles
| Rôle                                                          | Voix      | Créateurs               | Créateurs              | Créateurs              |
|                                                               |           | Première version (1882) | Version révisée (1883) | Seconde version (1894) |
| ------------------------------------------------------------- | --------- | ----------------------- | ---------------------- | ---------------------- |
| Dimitrij, fils présumé d'Ivan le Terrible                     | ténor     | Vaclav Soukup           | Carlo Raverta          | Vladimir Florjanski    |
| Marfa, veuve d'Ivan                                           | contralto | Eleonora z Ehrenbergu   | Eleonora z Ehrenbergu  | Ruzena Vykoukalova     |
| Marina, fille de Dimitrij                                     | soprano   | Marie Sittova           | Marie Sittova          | Ruzena Maturova        |
| Xenie, fille du Tsar Boris Goudonov                           | soprano   | Irma Reichova           | Irma Reichova          | Anna Vesela            |
| Basmanov, commandant de l'armée du Tsar                       | basse     | Frantisek Hynek         | Frantisek Hynek        | Frantisek Hynek        |
| Shuisky, prince                                               | baryton   | Josef Lev               | Leopold Stropnicky     | Vaclav Viktorin        |
| Jov, le patriarche de Moscou                                  | basse     | Ferdinand Koubek        | Ferdinand Koubek       | Václav Kliment         |
| Neborsky                                                      | ténor     | J. Christl              | J. Christl             | Frantisek Sir          |
| Lipsky                                                        | baryton   | Vaclav Mikolas          | Bohumil Benoni         | -                      |
| Buchinsky                                                     | baryton   | -                       | -                      | K. Pulc                |
| Le peuple de Moscou, prêtres, la Compagnie Polonaise, soldats |           |                         |                        |                        |

### Orchestration
| Cordes                                                                   |
| cordes (violons, violes, violoncelles), 2 harpe                          |
| Bois                                                                     |
| 2 flûtes, 1 piccolo, 2 hautbois, 1 cor anglais, 2 clarinettes, 2 bassons |
| Cuivres                                                                  |
| 4 cors, 2 trompettes, 3 trombones, 1 tuba                                |
| Percussions                                                              |
| cymbales, 1 triangle, 1 grosse caisse,                                   |
| Chant                                                                    |
| chœur mixte                                                              |

### Argument
La ville de Moscou durant l'année 1604.

#### Acte I
Un parc devant le Kremlin à Moscou : après la mort du tsar Boris Godounov, le trône de Russie est vacant. Ses enfants, Fyodor et Xenia, sont en concurrence avec Dimitrij, fils présumé du tsar précédent, Ivan le Terrible. Le polonais remporte la faveur populaire, sous la condition que la veuve d'Ivan, Marfa, le reconnaisse comme son fils légitime. Dimitrij se rend à Moscou avec sa femme, la polonaise Marina. Marfa sait que celui-ci est un imposteur, bien qu'il ne sache en vérité pas qu'il n'est pas le fils d'Ivan. Pour venger son vrai fils tué, elle reconnaît publiquement Dimitrij.

#### Acte II
Un hall dans le Kremlin : les préparations pour le couronnement de Dimitrij sont en cours au Kremlin, lorsque Dimitrij demande à sa femme de devenir russe, aussi bien en apparence qu'en volonté. Elle refuse et lui demande plutôt que ce soit lui qui adopte ses propres coutumes. Durant leur dispute, un groupe de Russes et de nobles Polonais se préparent à se battre, quand Dimitrij les arrête. Ce dernier, dans sa solitude, se rend dans le cimetière où sont enterrés Ivan et Boris. Il y rencontre Xenia, et le sauve de l'agression de nobles polonais, mais ne dévoile pas son identité. Elle s'en va, et, quand il entend des voix, se cache ; il surprend la conversation de Shuisky, en train de conspirer contre lui. Dimitrij le fait arrêter.

#### Acte III
Un autre hall dans le Kremlin : de retour au Kremlin, Dimitrij pense à Xenia, délaissant son épouse. Elle s'en rend compte et, craignant pour l'influence des Polonais en Russie, lui révèle son identité réelle : un serf recueilli par un polonais. Cette nouvelle terrasse Dimitrij.

#### Acte IV
Dans la cour de la maison de Shuisky : dans la maison de Shuisky, Xenia se lamente et pense à son amour pour l'imposteur. Bien qu'elle l'aime, elle se convainc de se résigner et entre au couvent. Xenia est finalement tué par Marina et cette dernière révèle publiquement le secret de l'identité de Dimitrij. Le peuple demande à Marfa de jurer de nouveau qu'il s'agit bien là de son fils, et, alors qu'elle s'apprête à réitérer, se fait arrêter par Dimitrij, qui avoue ne pas être le fils d'Ivan. Il se fait tuer par Shuisky.

## Enregistrements
- Dimitrij est enregistré par le label Supraphon en 1989, est dirigé par Gerd Albrecht avec la Philharmonie de Prague et le Chœur de la Radio Tchèque, 3 CD[10].